# Mario Velarde
Mario Velarde Velázquez (ur. 29 marca 1940 w mieście Meksyk, zm. 19 sierpnia 1997 tamże) – meksykański piłkarz występujący na pozycji środkowego pomocnika, w późniejszym czasie trener.

## Kariera klubowa
Velarde pochodzi z San Ángel, jednej z dzielnic miasta Meksyk i początkowo łączył grę w piłkę ze studiami księgowości na Narodowym Uniwersytecie Meksykańskim. Podczas trwającej czternaście lat kariery piłkarskiej był związany z dwoma stołecznymi drużynami – Club Necaxa i Pumas UNAM, w których barwach strzelił ponad siedemdziesiąt bramek w lidze meksykańskiej. W sezonie 1967/1968 wywalczył z Pumas największy klubowy sukces w karierze w postaci wicemistrzostwa kraju.

## Kariera reprezentacyjna
W 1962 roku Velarde został powołany przez selekcjonera Ignacio Trellesa na Mistrzostwa Świata w Chile, gdzie nie rozegrał jednak ani jednego spotkania, a jego drużyna odpadła z mundialu w fazie grupowej. W reprezentacji Meksyku zadebiutował dopiero siedem lat później, za kadencji szkoleniowca Raúla Cárdenasa, 5 listopada 1969 w wygranym 1:0 meczu towarzyskim z Belgią. Już w kolejnym występie zdobył swojego premierowego gola w kadrze narodowej, 11 listopada 1969 w wygranym 4:0 sparingu z Norwegią. W 1970 roku Cárdenas powołał go na Mistrzostwa Świata w Meksyku, podczas których pozostawał rezerwowym swojego zespołu, występując tylko w meczu fazy grupowej z Związkiem Radzieckim (0:0), a meksykańska drużyna, pełniąca rolę gospodarzy, zakończyła swój udział w światowym czempionacie na ćwierćfinale. Ogółem swój bilans reprezentacyjny Velarde zamknął na trzech zdobytych bramkach w piętnastu spotkaniach.

## Kariera trenerska
Po zakończeniu kariery Velarde został trenerem drużyn juniorskich klubu Pumas UNAM, a swoją karierę w roli samodzielnego szkoleniowca rozpoczął w 1983 roku jako selekcjoner reprezentacji Meksyku U-20, którą poprowadził wówczas na Młodzieżowych Mistrzostwach Świata w Meksyku. Na tym turnieju drużyna gospodarzy zanotowała remis i dwie porażki, kończąc udział w rozgrywkach już na fazie grupowej. W tym samym roku objął pierwszy zespół Pumas UNAM, który prowadził przez następne cztery lata. Jego jedynym osiągnięciem odniesionym z tym klubem był tytuł wicemistrza Meksyku w sezonie 1984/1985, kiedy to jego drużyna po finałowym dwumeczu z Américą (1:1, 0:0) w trzecim, rozstrzygającym spotkaniu rozgrywanym w Querétaro, przegrała 1:3 w wyniku kontrowersyjnych decyzji arbitra. W 1986 roku Velarde był asystentem serbskiego trenera reprezentacji, Bory Milutinovicia, podczas Mistrzostw Świata w Meksyku, gdzie jego drużyna odpadła w ćwierćfinale.
W 1987 Velarde został selekcjonerem reprezentacji Meksyku, którą poprowadził w piętnastu spotkaniach, odnosząc trzynaście zwycięstw i dwie porażki. W tamtym czasie kadra rozgrywała jedynie mecze towarzyskie, gdyż przez dyskwalifikację nałożoną przez FIFA za wystawianie zbyt starych piłkarzy w młodzieżowych reprezentacjach nie mogła brać udziału w eliminacjach do Mistrzostw Świata 1990. W 1989 został zastąpiony przez Alberto Guerrę. W 1988 roku, jeszcze podczas swojej pracy w drużynie narodowej, objął stołeczny klub Cruz Azul, z którym w sezonie 1988/1989 wywalczył wicemistrzostwo Meksyku, ponownie ulegając w dwumeczu finałowym Américe (2:3, 2:2). Później bez większych sukcesów prowadził jeszcze zespół Deportivo Toluca.
Był żonaty z Maríą Guadalupe González, miał trzy córki – Claudię, Gabrielę i Mónicę. Zmarł w wieku 57 lat w wyniku zawału mózgu.